# Дагомба (народ)

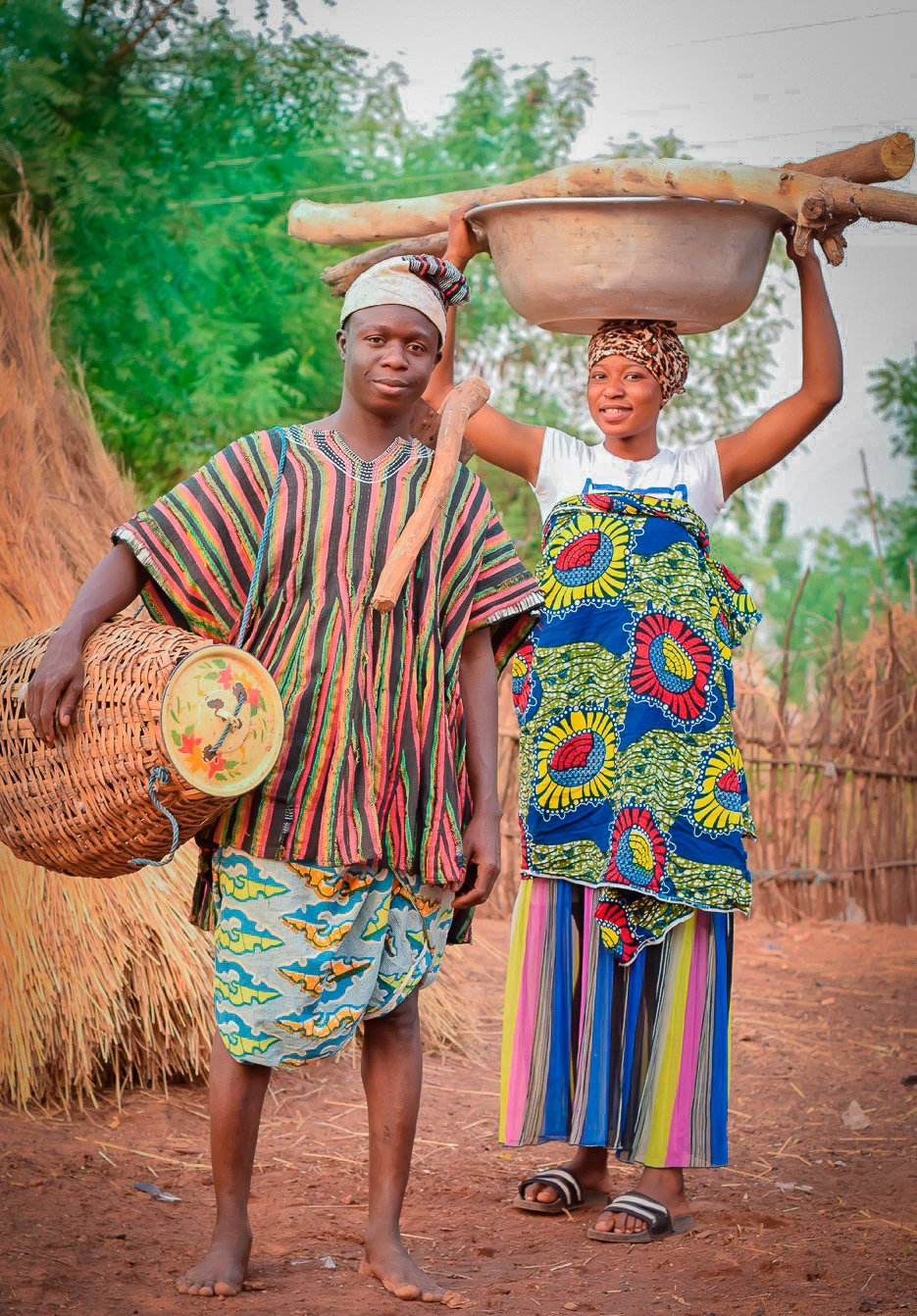
Крестьяне дагомба

Даго́мба, дагбамба (самоназвание), догомба, нгвана — народ, проживающий на севере Ганы, в долинах рек Белая Вольта и Оти. Численность дагомба 600 тыс. человек.
Язык дагомба или дагбани входит в юго-западный диалектный континуум оти-вольтийской группы семьи гур, включаемой в нигеро-конголезскую макросемью.
Преобладающий род занятий — земледелие, скотоводство и ремёсла. В пище преобладают продукты земледелия и собирательства. Традиционная мужская одежда — длинная рубаха, женская — юбка. Социальная организация — деревенская община, состоящая из больших семей. Большинство исповедует ислам суннитского толка, а также традиционные верования, католицизм и протестантизм.
Стратифицированное раннеклассовое общество сформировалось у народа дагомба в доколониальный период. В XII веке на территории Ганы существовали квазифеодальные королевства-вождества Дагомба и Мапруси, достигшие своего расцвета к XIII веку. В XVIII—XIX веках они находилось в зависимости от Ашанти.